# Przeklęty rejs
Przeklęty rejs, tytuł alternatywny Rejs wyklętych (ang. Voyage of the Damned) – brytyjsko-amerykański dramat wojenny z 1976 roku w reżyserii Stuarta Rosenberga, zrealizowany na podstawie książki „Voyage of the Damned” Gordona Thomasa i Maxa Morgana Wittsa. Film oparty został na faktach.

## Opis fabuły
Rok 1939. Rząd III Rzeszy oferuje 937 Niemcom pochodzenia żydowskiego rejs luksusowym statkiem MS St. Louis na Kubę, gdzie będą mogli zacząć nowe życie. Pełni nadziei pasażerowie wyruszają z Hamburga ku lepszemu losowi. W rzeczywistości całe przedsięwzięcie jest elementem nazistowskiej propagandy, ponieważ z góry wiadomo, że surowe kubańskie przepisy imigracyjne nie pozwolą nikomu wyjść na ląd. Film nawiązuje do wydarzeń historycznych. Bywały rzeczywiste przypadki, kiedy USA, Wielka Brytania czy Szwajcaria nie przyjmowała żydowskich uchodźców, nawet wysyłając ich z powrotem do nazistowskich Niemiec.

## Obsada
- Faye Dunaway – Denise Kreisler
- Oskar Werner – Dr Egon Kreisler
- Lee Grant – Lillian Rosen
- Sam Wanamaker – Carl Rosen
- Lynne Frederick – Anna Rosen
- David de Keyser – Joseph Joseph
- Ben Gazzara – Morris Troper
- Victor Spinetti – Dr Erich Strauss
- Della McDermott – Julia Strauss
- Genevieve West – Sarah Strauss
- Luther Adler – Prof. Weiler
- Wendy Hiller – Rebecca Weiler
- Julie Harris – Alice Fienchild
- Nehemiah Persoff – Pan Hauser
- Maria Schell – Pani Hauser
- Paul Koslo – Aaron Pozner
- Jonathan Pryce – Joseph Manasse
- Brian Gilbert – Laurence Schulman
- Georgina Hale – Lottie Schulman
- Adele Strong – Pani Schulman
- Max von Sydow – Kapitan Schröder(inne języki)
- Denholm Elliott – Admirał Canaris
- Malcolm McDowell – Max Gunter
- Helmut Griem – Otto Schiendick
- Donald Houston – Dr Glauner
- Orson Welles – Estedes
- James Mason – Remos
- Fernando Rey – President Bru
- Katharine Ross – Mira Hauser

i inni

## Nagrody i nominacje
Oscary za rok 1976
- Najlepszy scenariusz adaptowany – Steve Shagan, David Butler (nominacja)
- Najlepsza muzyka – Lalo Schifrin (nominacja)
- Najlepsza aktorka drugoplanowa – Lee Grant (nominacja)

Złote Globy 1976
- Najlepsza aktorka drugoplanowa – Katharine Ross
- Najlepszy dramat (nominacja)
- Najlepszy scenariusz – Steve Shagan, David Butler (nominacja)
- Najlepsza muzyka – Lalo Schifrin (nominacja)
- Najlepszy aktor drugoplanowy – Oskar Werner (nominacja)
- Najlepsza aktorka drugoplanowa – Lee Grant (nominacja)